# Халлек, Генри
Генри Уэджер Халлек (англ. Henry Halleck) (16 января 1815 — 9 января 1872) — офицер армии США, учёный и юрист. Будучи экспертом в теоретических военных исследованиях, он получил уничижительное прозвище «Старые мозги». Он играл важную роль в принятии Калифорнии в Союз в качестве штата и стал успешным юристом и земельным застройщиком. В начале Гражданской войны в США он был старшим офицером армии Союза на Западном театре военных действий, а затем два года служил генерал-аншефом всех армий США. В 1864 году Улисс Грант, бывший подчинённый Халлека, занял его место и переместил его на должность начальника штаба.
Халлек был осторожным генералом, который твёрдо верил в важность тщательной подготовки к бою и придавал больше значения оборонительным укреплениям, нежели быстрым и агрессивным действиям. Он был мастером управления, логистики и политики, что необходимо на вершинах военной иерархии, но оказывался малоэффективным руководителем военных операций на поле боя.

## Ранние годы
Генри Халлек родился на ферме в Уэстернвилле, округ Онайда, в штате Нью-Йорк. Он был третьим сыном из 14-ти детей Джозефа Халлека, лейтенанта, служившего во время войны 1812 года, и Екатерины Вагер Халлек. С детства Халлек невзлюбил сельское хозяйство, сбежал из дома и поселился у своего дяди Дэвида Вагера в Ютике. Он окончил академию Гудзона и Юнион-колледж, а затем, в 1835 году, поступил в военную академию Вест-Пойнт. Он стал любимцем военного теоретика Дэнниса Харта Махана, который разрешил ему преподавать еще будучи кадетом. Халлек окончил академию 3-м по успеваемости в выпуске 1839 года  и получил временное звание второго лейтенанта инженерных войск. С 6 июля 1839 по 28 июня 1840 он преподавал в Вест-Пойнте инженерное дело.
Несколько лет он занимался совершенствованием оборонительных сооружений Нью-йоркской гавани, после чего написал для Сената рапорт о состоянии береговой обороны («Report on the Means of National Defence») который впечатлил генерала Уинфилда Скотта, который отправил Халлека в Европу (1844) для изучения европейской фортификации и французского военного дела. Халлек вернулся домой уже в звании первого лейтенанта, и прочитал несколько лекций в институте Ловелла в Бостоне. В 1846 году эти лекции были опубликованы в виде книги «Elements of Military Art and Science». Джордж Каллум писал, что «Это популярное исследование, в то время лучшее на нашем языке, широко использовалось студентами военных институтов, а во время гражданской войны стало пособием многих офицеров армии, особенно волонтеров».
Когда началась Мексиканская война, Халек был направлен в Калифорнию. Путешествие туда вокруг мыса Горн на транспорте USS Lexington заняло 7 месяцев, и за это время он перевел книгу Генриха Жомини: «Vie politique et militaire de Napoleon», которая создала ему хорошую репутацию в научной среде. Он провел несколько месяцев в Калифорнии над постройкой укреплений, а 11 ноября 1847 года впервые принял участие в боевых действиях, участвуя в операции по захвату Масатлана. Халек был назначен губернатором этого города. 1 мая 1847 года он получил временное звание капитана (превратилось в постоянное звание 1 июля 1853 года)
В 1854 году Генри Халлек вышел в отставку и поселился в Сан-Франциско, но с началом гражданской войны, по приглашению Линкольна, снова вступил в службу и занялся организацией и формированием федеративных армий. Ему же принадлежала в значительной степени и выработка плана операций против южан. После взятия  Донелсона (близ Мемфиса) в 1861 году, Халлек был назначен командующим Западной армией в Миссури.